# Moechotypa dalatensis
Moechotypa dalatensis är en skalbaggsart som beskrevs av Stefan von Breuning 1968. Moechotypa dalatensis ingår i släktet Moechotypa och familjen långhorningar.
Artens utbredningsområde är Laos. Inga underarter finns listade i Catalogue of Life.